# Roe vs. Wade (film)
Roe vs. Wade este un film de proces regizat de Gregory Hoblit după un scenariu de Alison Cross[*]. A fost produs în Statele Unite ale Americii de studiourile Universal Television[*] și a avut premiera la 1989, fiind distribuit de NBC. Coloana sonoră este compusă de W. G. Snuffy Walden[*]. Cheltuielile de producție s-au ridicat la . Filmul a avut încasări de .

## Distribuție
Rolurile principale au fost interpretate de actorii:

Holly Hunter
Amy Madigan
Chris Mulkey
Terry O'Quinn
Stephen Tobolowsky
James Avery
Maggie Baird[*]
Kathy Bates
Daniel Benzali[*]  .